# Ruta Estatal de California 149
La Ruta Estatal de California 149, y abreviada SR 149 (en inglés: California State Route 149) es una carretera estatal estadounidense ubicada en el estado de California. La carretera inicia en el Sur desde la SR 70     cerca de Oroville hacia el Norte en la SR 99     en Chico. La carretera tiene una longitud de 7,4 km (4.623 mi).

## Mantenimiento
Al igual que las autopistas interestatales, y las rutas federales y el resto de carreteras estatales, la Ruta Estatal de California 149 es administrada y mantenida por el Departamento de Transporte de California por sus siglas en inglés Caltrans.

## Cruces
Toda la ruta se encuentra del condado de Butte.
| Localidad | Miliario | Destinos                                                | Notas       |
| --- | -------- | ------------------------------------------------------- | ----------- |
| Wicks Corner | 0.00     | SR 70 a SR 191 – Paradise, Quincy, Oroville, Marysville | Interchange |
| | R3.11    | Shippee Road, Openshaw Road                             |             |
| | R4.62    | SR 99 – Yuba City, Chico                                | Interchange |
| 1.000 mi = 1.609 km; 1.000 km = 0.621 mi Cerrada/Antigua • Terminal concurrente • Acceso incompleto • Propuesta/Sin abrir |          |                                                         |             |